# جيمس ويست
جيمس ويست (بالإنجليزية: James West)‏ هو لاعب كرة القدم الكندية أمريكي، ولد في 19 ديسمبر 1957 في فورت وورث في الولايات المتحدة.